# Клеменс Вестергоф
Клеменс Вестергоф (нід. Clemens Westerhof, нар. 3 травня 1940, Бее) — нідерландський футбольний тренер.
Зі збірною Нігерії став володарем Кубка африканських націй та учасником чемпіонату світу.

## Кар'єра тренера

### «Вітесс»
Вестергоф почав свою тренерську кар'єру в аматорському відділенні «Вітесса». Коли Ян де Боутер, колишній технічний директор «Вітесса», став головним тренером у 1975 році, він перевів Вестергофа у професійний відділ клубу. Після того, як де Боутер через проблеми зі здоров'ям у листопаді не міг працювати, Вестергоф перейняв на себе його обов'язки. Де Боутер повернувся до роботи на початку 1976 року, але вже у березні того ж року він був звільнений за невтішні результати та Вестергоф був знову призначений тренером, проте незабаром через незадовільні результати також був того ж року звільнений.

### «Феєнорд»

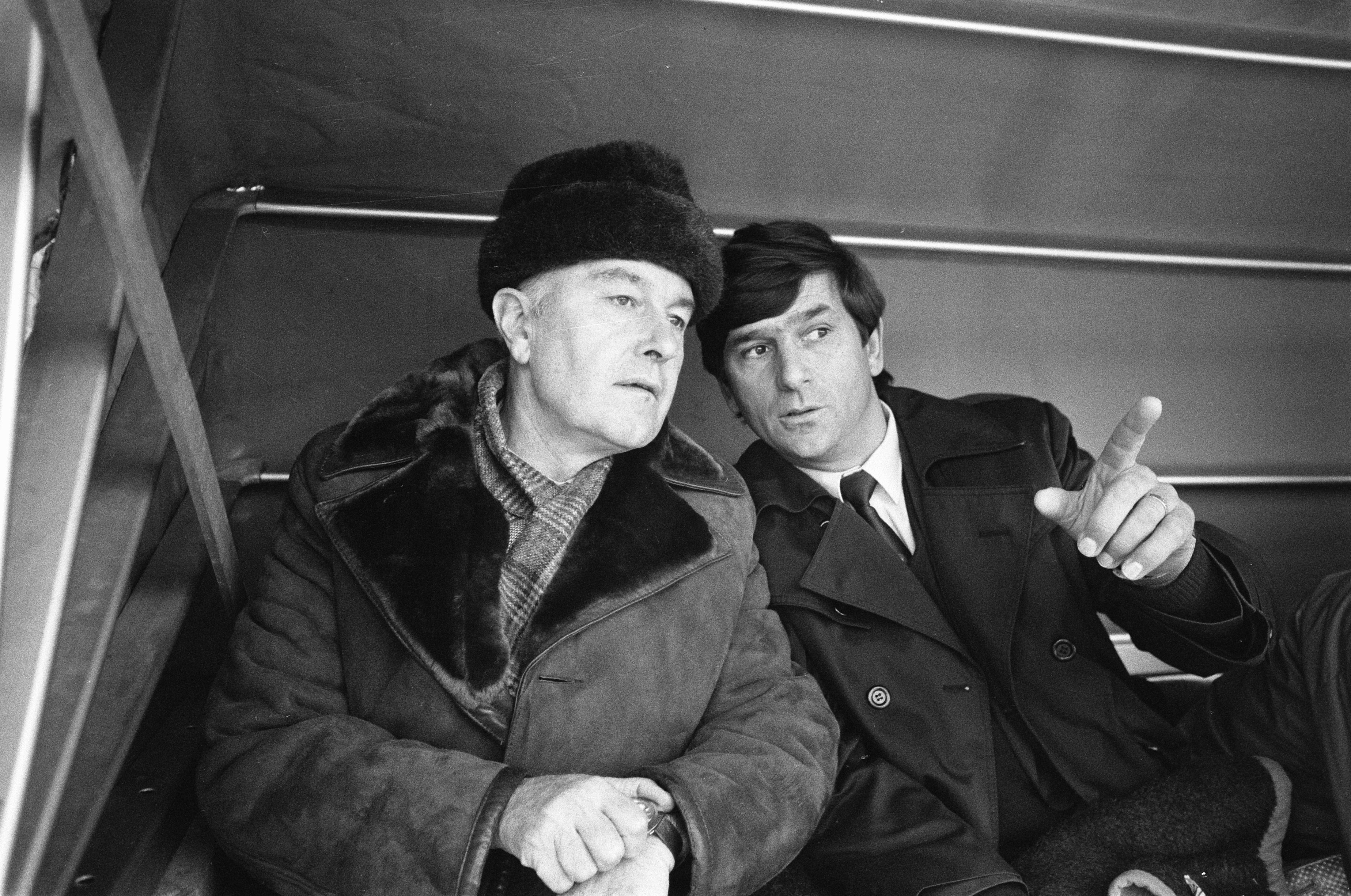
Вацлав Єжек і Вестергоф у «Феєнорді». 1980 рік.

Влітку 1976 року Вестерхоф переїхав до «Феєнорда», де він спочатку працював в аматорському відділенні клубу. Як тренер молоді він отримав необхідні дипломи й в 1977 році став помічником головного тренера Вуядина Бошкова, а після його звільнення кілька тижнів виконував обов'язки головного тренера. Влітку 1978 року новий головний тренер Вацлав Єжек зробив Вестергофа першим помічником. У цьому ж році Клеменс став одним з перших відеоаналітиків у голландському професійному футболі, коли йому наказав Єжек записувати ігри збірної на відео, щоб мати можливість подивитися на них пізніше, всупереч очевидним помилкам у грі.
Статус Вестергофа зростав все більше і більше і тренери почали працювати разом на все більш рівноправній основі. У 1980 році Вестергоф остаточно став співголовним тренером команди разом з Єжеком. Він також замінив головного тренера Єжека протягом декількох тижнів, коли його лікували на запалення у своїй рідній країні Чехословаччині. Отримавши свій A-диплом, він відкрито звернувся до голови роттердамської команди з бажанням стати наступником Єжека у команді. Однак йому довелося проковтнути його слова, коли виявилося, що Єжек підписав контракт з клубом ще на рік. Після того, як Єжек був неактивним у травні 1981 року, Вестергоф виступав як тимчасовий тренер протягом декількох тижнів. У грудні 1981 року «Феєнорд» оголосив, що вони не продовжують контракт з амбіційним Вестергофом.
Після того, як Вестергоф не зміг знайти нового роботодавця влітку 1982 року, він вирішив оскаржити свою відставку в «Феєнорді», оскільки дозвіл на звільнення було видано через три дні. Попри те, що звільнення з посади не може бути скасоване через це, Вестергоф отримав гарантію, що зможе повернутись у випадку вакансії. Це означало, що «Феєнорд» не міг призначити нового помічника тренера.

### МВВ та повернення у «Вітесс»
У грудні 1982 року Вестергоф пішов працювати у МВВ, де став головним тренером. Він закінчив сезон на четвертому місці в Еерстедивізі. Через рік він став чемпіоном дивізіону з командою з Маастрихта та вийшов до елітного дивізіону.
Наприкінці сезону він повернувся до «Вітесса». У «Вітессі» йому було доручено підготувати команду за три роки до просування в Ередивізі.

### Допінг-скандал
У січні 1985 року Вестергоф дав інтерв'ю Elf Football, в якому стверджував, що гравці «Феєнорда» свого часу в клубі отримали допінг. Цей допінг, ймовірно, ефедрин, додавав доглядач Жерар Мейер під час матчу проти АЗ в напій. Це було зроблено без відома лікаря клубу і Вестергофа, який у той час був тренером команди. Адміністрування допінгу було зроблено за порадою тодішнього технічного менеджера Пітера Стефана. Вестергоф представив колишніх гравців Річарда Баддінга і Карела Бувенса як свідків. На додаток до цього звинувачення, він також звинуватив Йогана Нескенса у застосуванні допінгу під час матчу національної збірної Нідерландів проти Бельгії в 1981 році.
Заяви Вестергофа були широко висвітлені в пресі. Попри свідчення Баддінга та Бувенса, обидва в той час все ще працювали в професійному футболі, колишній капітан Бен Вейнстекерс спростував використання допінгу в роттердамському клубі. Меєр і Стефан також спростували інцидент. Стефан погрожував навіть позовом проти Вестергофа, але відхилив його після того, як дисциплінарний комітет ФФН вирішив цю справу. Після розслідування дисциплінарної комісії лише Вестергофу були пред'явлені звинувачення у дискредитації спорту.
У травні 1985 року було проведено два публічні слухання дисциплінарного комітету, де, крім Вестергофа, також були заслухані Пітер Стефан, Жерар Меєр, Стенлі Бред та Рене Нотен. 21 травня 1985 року Вестерсгоф був дискваліфікований на строк у 6 місяців, всі витрати за процедуру були також призначені Вестергофу. Хоча «Вітесс» спочатку підтримав свого тренера, Вестергоф був звільнений 19 червня 1985 року. Офіційне пояснення полягало в тому, що між Вестергофом та гравцями склалися погані взаємовідносини. Для клубу виявилося складно знайти спонсорів, доки Вестергоф був на чолі його команди. Звільнення перетворилося на арбітражну справу.
Через кілька днів, 25 червня, в апеляційному провадженні дискваліфікація Вестергофа була скасована, оскільки неможливо було довести, що він завдав шкоди професійному футболу. Проте Клеменс отримав штраф у розмірі тисячі гульденів за його заяви про Неескенса та про контроль над допінгом взагалі. Він все ж втратив роботу тренера «Вітесса» і більше не працював ніде в Нідерландах і був забутий наприкінці 80-х років. У 1988 році він став тренером команди четвертого дивізіону «Вестерворт».

### Збірна Нігерії
10 липня 1989 року Вестергоф повернувся в центр уваги, коли він був несподівано призначений тренером збірної Нігерії. Після того, як він не зміг вивести команду на чемпіонат світу 1990 року, програвши в останньому матчі відбору Камеруну, йому було дано час для реформування команди. У 1990 році Нігерія сягнула фіналу Кубку Африки, де вони програли 0:1 Алжиру. А на наступному континентальному чемпіонаті 1992 року збірна Вестергоф посіла третє місце, програвши Гані у півфіналі.
1994 року Нігерія з Клеменсом виграла Кубок Африки у Тунісі після перемоги 2-1 над Замбією в фіналі. Напередодні цього збірна Нігерія вперше в історії кваліфікувалась на чемпіонат світу. Нігерія виступала у групі D з Аргентиною, Болгарією та Грецією. Попри поразку 2:1 від Аргентини, перемоги над Болгарією та Грецією дозволили «суперорлам» закінчити раунд на першому місці у групі, оформивши вихід до другого туру. Там збірна Вестергофа зіткнулася з Італією. Гол у першій половині матчу від Еммануеля Амуніке вивів африканців вперед, але Роберто Баджо зрівняв рахунок лише за 2 хвилини до фінального свистка. Згодом в додатковому таймі Баджо реалізував пенальті і допоміг італійцям пройти далі.
Попри поразку, кампанія збірної Нігерії вважалася величезним успіхом, і Вестергоф та гравці були визнані героями після повернення в Нігерію. Однак, по закінченню турніру Вестергоф покинув збірну. Вестергофа хвалять за розвиток африканського футболу та нігерійського футболу зокрема. Він стояв біля джерела золотого періоду нігерійського футболу, з такими гравцями, як Джей-Джей Окоча, Сандей Олісе, Нванкво Кану, Фініді Джордж, Даніель Амокачі та іншими, які всі мали успішну кар'єру в європейських клубах.

### Подальша кар'єра
У 1998 році Вестергоф став тренером збірної Зімбабве, тут він виявився не в змозі повторити свій трюк з Нігерією і у 2000 році був звільнений. У тому ж році він скаржився на Південноафриканську футбольну асоціацію, оскільки, попри попередню домовленість, він не був призначений тренером збірної Південної Африки, а на цю посаду взяли Карлуша Кейроша. Суперечка була врегульована у позасудовому порядку і Вестергоф отримав компенсацію у розмірі 1 млн південноафриканських ранд (бл. 150 тисяч доларів).
Після цього нідерландець тренував «Мамелоді Сандаунз» у Південній Африці та «Дайнамоз» у Зімбабве. У Зімбабве він одружився з фотомоделлю Тандаї Кайтеке. Цей шлюб закінчився невдачею, і у 2002 році після розлучення, що широко висвітлювалося в пресі, Кайтеке звинуватила Клеменс, зокрема, в інфікуванні ВІЛом, а також у тому, що її колишній чоловік не заплатив «жодного цента» на підтримку своєї дочки. Надалі Вестергоф на деякий час зник і навіть з'явився у списку на TROS Missing. Зрештою він був відстежений De Telegraaf в середині 2002 року.
У 2003 році він став технічним директором зімбабвійського клубу «Спортінг Лайонз» з Хараре. Через рік був призначений головним тренером футбольного клубу «Буш Бакс», Південна Африка. Там його звільнили в березні 2004 року за невтішні результати.
Він повернувся до Нігерії, де заснував футбольну школу в Ілорині. У 2005 році його запросили знову стати тренером збірної Нігерії, але він відмовився. У 2014 році повернувся до Нідерландів, до Арнема.

## Титули і досягнення
- Володар Кубка африканських націй: 1994
- Срібний призер Кубка африканських націй: 1990
- Бронзовий призер Кубка африканських націй: 1992